# ثقافة تايوان
ثقافة تايوان هي خليط من الثقافات الكونفوشيوسية الصينية والتايوانية الأصلية. على الرغم من سطوة النفوذ الصيني التقليدي، إلا أن لكل من اليابان وكوريا تأثيرهم أيضًا. تطورت التجربة الاجتماعية السياسية المشتركة في تايوان تدريجيًا إلى شعور بالهوية الثقافية التايوانية وشعور بالوعي الثقافي التايواني، والذي أثار نقاشًا واسعًا محليًا.
نظرًا للجدل المستمر الدائر حول الوضع السياسي لتايوان، فإن السياسة لا تزال تلعب دورًا في تبلور وتطوير الهوية الثقافية التايوانية، وخاصة في الإطار المهيمن المسبق للثنائية التايوانية والصينية. في السنوات الأخيرة، اقتُرح مفهوم التعددية الثقافية التايوانية باعتباره وجهة نظر بديلة غير سياسية، وهو ما سمح بإدراج سكان البر الرئيسي الصيني وغيرهم من الأقليات العرقية في عملية إعادة تعريف الثقافة التايوانية على نحو مستمر باعتبارها أنظمة تحمل المعنى والأنماط العرفية للفكر والسلوك التي تخص الشعب التايواني.

## نظرة عامة على السياسة الثقافية للدولة

### في السياق التاريخي
تشكلت ثقافة تايوان وإرثها الثقافي إلى حد كبير من خلال عمليات الإمبريالية والاستعمار، حيث كانت الآثار البنيوية والنفسية للمشاريع الاستعمارية المتعاقبة جزءًا لا يتجزأ من التطور الحاصل لصورة تايوان الذاتية وتطوّر الثقافة التايوانية الرسمية وغير الرسمية. ظلّت تايوان خلال معظم فترة استعمارها على الهامش الثقافي، بعيدًا عن مراكز الحياة المدنية والثقافية لكلّ نظام، ومع كل تغيير في النظام، تحول مركز تايوان الثقافي. في أوقات مختلفة، كان المركز الثقافي لتايوان هو تايوان الأصلية، وأمستردام، وشيامن (أموي)، وبكين في عصر كينغ، والإمبراطورية اليابانية، والصين ما بعد الحرب، وحتى الولايات المتحدة، كما يزعم البعض.
قبل أن تتنازل إمبراطورية تشينغ عن تايوان إلى اليابان في عام 1895، اكتسبت ثقافة تايوان سماتها من مجتمعات تشينغ الحدودية لمزارعي الهان وسكان المرتفعات الأصليين. نظرًا لموقع تايوان الاستراتيجي على طول طرق التجارة في شرق آسيا، واجه التايوانيون تأثيرات عالمية ونتائج فرضتها التجارة الأوروبية. بحلول منتصف العصر الياباني (1895 – 1945)، بدأت تايوان بالتحول من الثقافة المحلية إلى الثقافة العالمية المعاصرة، بتوجيهٍ من النظام الياباني المعروف بـ «التغريب». بداية من حشدها للحرب، عززت اليابان من سياساتها الرامية إلى نشر ثقافتها في تايوان من أجل تعبئة الجهود ضد الحلفاء. علّمت اليابان أهل النخبة من التايوانيين الثقافة واللغة اليابانية، لكنها لم تتدخل إلى حد كبير في التنظيم الديني. عندما رفعت اليابان سياساتها القمعية الحربية التي فرضها في فترة الحرب بعد انتهاء الحرب العالمية الثانية، كان التايوانيون حريصين على مواصلة أنشطتهم العولمية التي بدأوها قبل الحرب. شكل الإرث الاستعماري الياباني العديد من العادات والتقاليد التايوانية. لا يزال الإرث الاستعماري الياباني واضحًا، وذلك نظرًا للجهول اليابانية الهائلة المبذولة في تشكيل البنية التحتية والقاعدة الصناعية لتايوان، والتي كثيًرا ما يُستشهد بها باعتبارها عاملًا رئيسيًا في التنمية الاقتصادية السريعة في تايوان.

## السياسة الثقافية خلال فترة الحزب القومي الصيني
خلال فترة ما بعد الحرب، قام الحزب القومي الصيني (الكومانتانغ) بقمع حرية التعبير الثقافي التايواني ومنع التايوانيين من الحياة العولمية إلا في مجالات العلوم والتكنولوجيا. هيمن الحزب القومي الصيني المستبد على الحيز الثقافي العام، وأصبحت الشبكات القومية الصينية جزءًا من المؤسسات الثقافية، الأمر الذي لم يترك سوى ملجئٍ صغير لتحقيق الاستقلال الثقافي.
في ظل حكم حزب الكومينتانغ القديم، أعيد انحياز تايوان من من مركز إمبراطوري ياباني إلى مركز قومي صيني تحت تأثير حزب الكومينتانغ والمصالح الجغرافية السياسية الأمريكية. رغم أن الأنشطة الثقافية الأميركية كانت متواضعة، إلا أنها لعبت دورًا كبيرًا في المشهد الثقافي النامي في تايوان. ادّعى الحزب القومي الصيني أن فقدان الروح المعنوية تسببت في (خسارة الصين)، ومن ثم أصدرت الدولة سلسلة من الإصلاحات الأيديولوجية بهدف «استعادة» الصين، التي أصبحت في ذلك الوقت البرنامج الثقافي الرئيسي للحكومة. كان الانشغال المباشر بخسارة الصين سببًا في تحويل الاستثمار الطويل الأجل في العلوم الإنسانية والاجتماعية. على مستوى آخر، كان الهدف الرئيسي للدولة يتلخص في «فرض الهوية الصينية» على التايوانيين من خلال تعليمهم اللغة المندرينية الصينية والأيديولوجية القومية من خلال التعليم الابتدائي الإلزامي.
بحلول أواخر أربعينيات القرن العشرين، كان الحزب القومي الصيني قد ألغى وجود المعارضة بسبب سياساته الثقافية. عندما استأنف التايوانيون أنشطتهم الثقافية التي حظرها اليابانيون في عام 1937، تمثل الموقف الوطني في كون التايوانيين «عبيدًا» لليابانيين ومن ثم يتعين عليهم أن يكملوا فترة من الوصاية الأخلاقية والإيديولوجية قبل أن يتمتعوا بكامل حقوقهم كمواطنين لجمهورية الصين. أدت حادثة 28 فبراير إلى القضاء على النخبة الحضرية في تايوان، وأدى وصول النخبة من البر الرئيسي الصيني إلى ضمان السيطرة القومية على المراكز الثقافية الحضرية.
في عام 1953، أصدر الجنرال شيانغ كاي شيك أول رأي رئيسي في الثقافة لإكمال «المبادئ الثلاثة للشعب» التي وضعها سون يات سن، والتي تضمنت تطبيق مناهج قومية للتعليم، وبناء مرافق الترفيه الفكري والبدني، والبرنامج الرئيسي للدولة للترويج للدعاية المناهضة للشيوعية. فيما يتعلق بالحياة الثقافية التايوانية، كان الإتجاه الرئيسي هو «تعميم» التعليم بالمندرينية، وهو ما فرضه القانون. على الرغم من سيطرة الصين المتشددة على الثقافة، إلا أن التقدم الذي أحرزه السوفييت في مجال التكنولوجيا كان سببًا في دفع النزعة القومية الجديدة إلى التركيز على بناء تعاون أوثق مع الجامعات الأمريكية وتطوير برامج هندسية. أيضًا شجع الوجود الأمريكي في تايوان التايوانيين على استئناف بعض الأنشطة الثقافية المحايدة سياسيًا وعرقيًا، والتي برزت بازدهار سوق الإعلام الناطق باللغة التايوانية.
بين الستينيات والثمانينيات، وُصفت الثقافة التايوانية من قبل وسائل الإعلام على أنها التباين بين تايوان (الصين الحرة)، والصين (الصين الشيوعية)، مُدرجةً غالبًا من الصورة المجازية لتايوان كحصن منيع للثقافة الصينية التقليدية التي حافظت على القيم الصينية «الحقيقية» أمام القيم الصينية «الخاطئة» للصين ما بعد الشيوعية. في الوقت نفسه، تم قمع التعبيرات الثقافية التايوانية بكل وحشية من قبل شيانغ كاي شيك والحزب القومي الصيني. ردًا على الثورة الثقافية الصينية، بدأت حكومة تايوان في تعزيز النهضة الثقافية الصينية، مع عدد لا يحصى من البرامج التي تهدف إلى تعزيز الثقافة الصينية التقليدية لمواجهة الحركة الشيوعية في البر الرئيسي الهادفة إلى «العناصر الأساسية الأربعة القديمة للثقافة الصينية (التقاليد القديمة والثقافة القديمة والعادات القديمة والأفكار القديمة)». شملت هذه البرامج نشر للأعمال الكلاسيكية الصينية المدعومة، والوظائف الرمزية لمتحف القصر الوطني، وتشجيع كبار علماء ما قبل الحرب على شغل مناصب بارزة في المؤسسات الحكومية والأكاديمية، ووضع الكتب المدرسية والمناهج الدراسية مع التركيز على الرؤية الرسمية للثقافة الصينية «التقليدية» والمشاركة في المناسبات الاجتماعية والمجتمعية، وتجسيد الإيديولوجية الكونفوشيوسية المتشابكة مع فكر سن يات سن.

## الهوية التايوانية
أصبح نشر الهوية التايوانية أو فرض المحلية التايوانية أو ما يدعى بـ «بينتوهوا» أهم رمز للتغيير الثقافي على مدى السنوات العشرين الماضية. ترمز بينتوهوا للحركة الاجتماعية والثقافية التي قام بها أبناء شعب تايوان للتعرف على تراث تايوان التاريخي والثقافي الفريد. غالبًا ما ارتبطت بينتوهوا بحملة تصحيح اسم تايوان، واستقلالها، والقومية التايوانية.